# صالح بوبنيدر
صلاح بوبنيدير، من أعضاء مجلس الثورة ولد في عام 1929 في واد زناتي قرب قالمة وتوفي في 27 مايو 2005.

## السيرة الذاتية
بدأ حياته السياسية في عام 1945 في صفوف حزب الشعب الجزائري ، ثم دخل حركة انتصار الحريات الديمقراطية وأصبح عضوا في المنظمة الخاصة. اعتقل في عام 1950، تم دخل السجن في عنابة والجزائر العاصمة حتى عام 1952.
في شباط/فبراير 1955، التحق بالأول المجموعات المسلحة جيش التحرير الوطني تحت مسؤولية سجين زميل له يوسف زايد، وهي المسؤولة عن تنظيم الكفاح المسلح في محيط قسنطينة-سميندو-واد زناتي حيث أنه لوحظ خلال عمليات ناجحة . 20 أغسطس 1955 التي أكسبته اللقب "صوت العرب' بالإشارة باسم إصدار الدعاية من القاهرة التي كانت تشتهر به الحوافز التشجيعية المفرط المقاتلات الجزائرية كما كان في كثير من الأحيان له الملهم القضية أثناء العمليات العسكرية ، وأصبح عضوا من الموظفين العسكريين وفي نهاية المطاف تحمل مسؤولية المنطقة الشمالية-قسنطينة (والثاني) خلفا للعقيد على كافي بعد رحيل هذا الأخير إلى تونس.

## اقرأ أيضا
- مجلس الثورة